# Rybky
Rybky és un poble i municipi d'Eslovàquia que es troba a la regió de Trnava, a l'oest del país. El 2023 tenia 417 habitants.

## Història
La primera menció escrita de la vila es remunta al 1394.

## Demografia
| Godina             | 1994 | 2004    | 2014   | 2024   |
| ------------------ | ---- | ------- | ------ | ------ |
| Nombre de persones | 395  | 441     | 456    | 420    |
| Diferència         |      | +11,64% | +3,40% | −7,89% |

| Godina             | 2023 | 2024   |
| ------------------ | ---- | ------ |
| Nombre de persones | 417  | 420    |
| Diferència         |      | +0,71% |